# Kohala Sud
Pour les articles homonymes, voir Kohala.
 (février 2023).
Si vous disposez d'ouvrages ou d'articles de référence ou si vous connaissez des sites web de qualité traitant du thème abordé ici, merci de compléter l'article en donnant les références utiles à sa vérifiabilité et en les liant à la section « Notes et références ».
Kohala Sud, en anglais South Kohala, est un district du comté d'Hawaï, sur l'île du même nom, aux États-Unis. Il couvre le flanc sud du Kohala, l'un des cinq grands volcans de l'île.